# カルビア
カルビア（カタルーニャ語: Calvià 発音: [kəɫviˈa]）は、スペイン・バレアレス諸島・マヨルカ島にあるムニシピ（基礎自治体）。カスティーリャ語表記はCalviá。
政庁所在地はビラ・カルビアである。2008年の国勢調査によると、自治体の人口は50,777人であり、そのうち約35%の18,046人がスペイン以外の国籍である。バレアレス諸島全体では州都パルマ・デ・マヨルカに次いで2番目の人口を有しており、諸島の中でもっとも多くの観光客を集める地域でもある。自治体旗は存在しない。

## 地理

### 位置

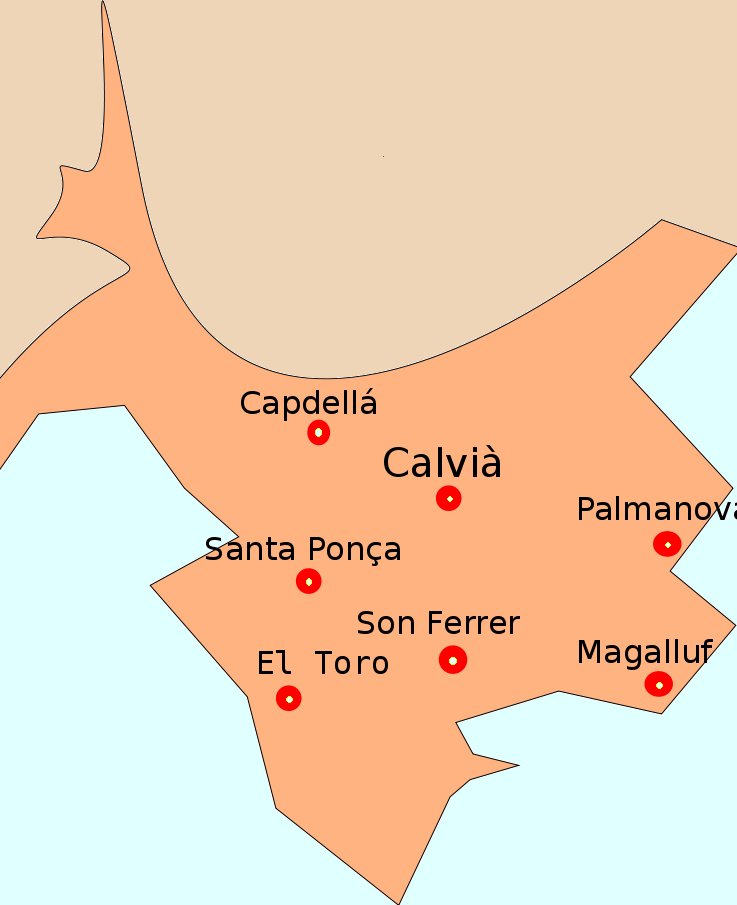
カルビアの地図

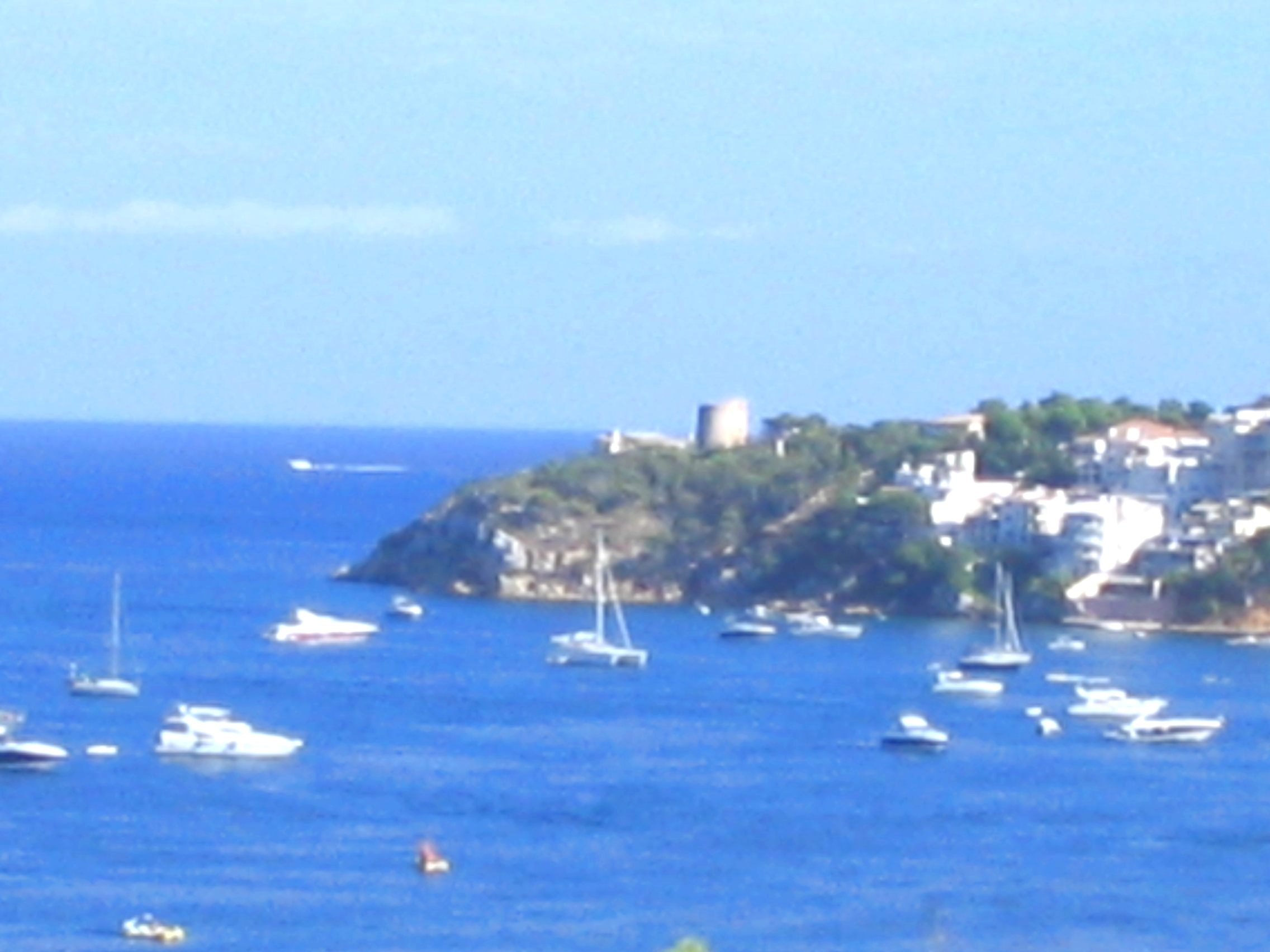
パルマノバの海岸

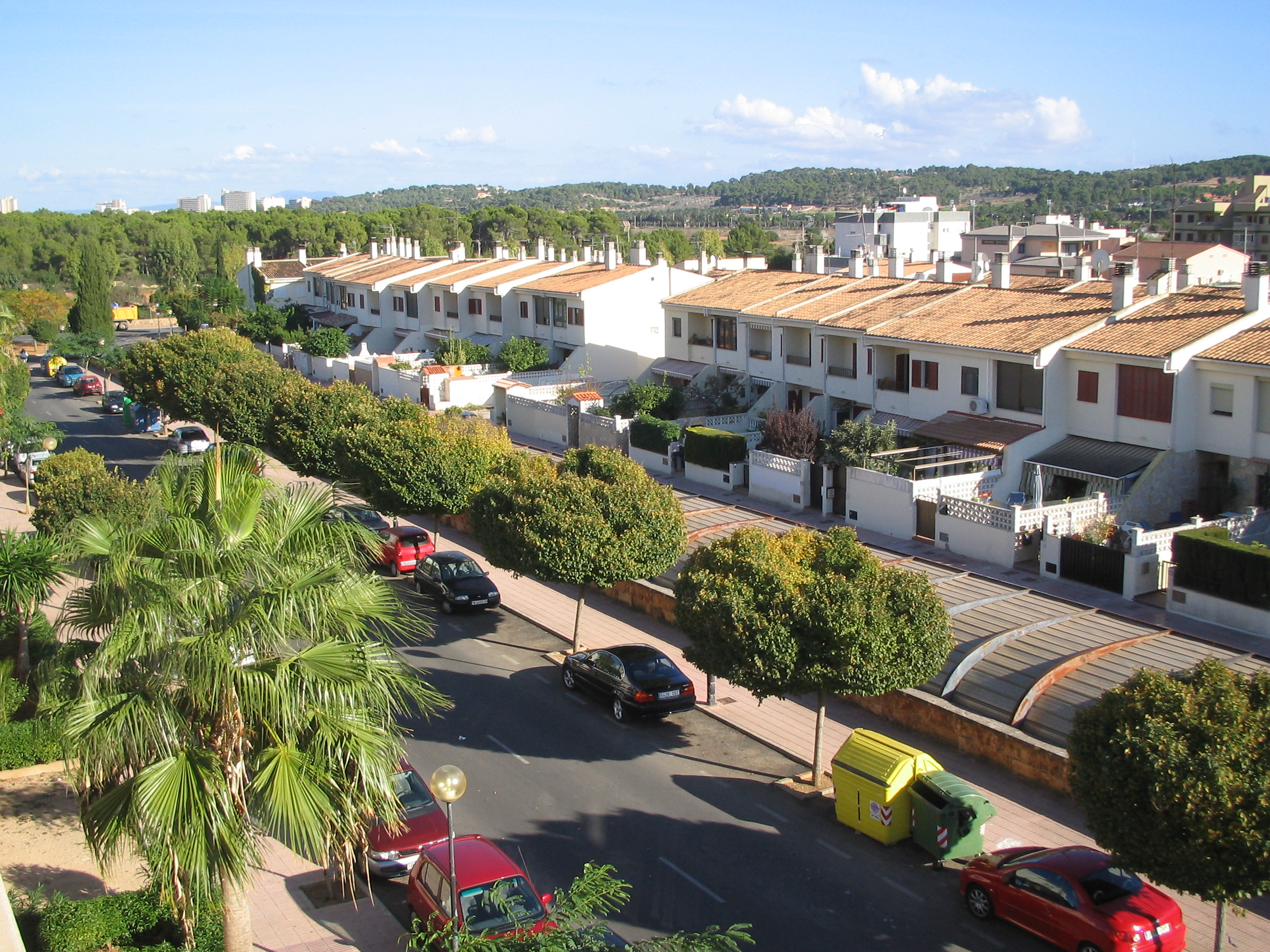
ソン・フェレールの別荘地

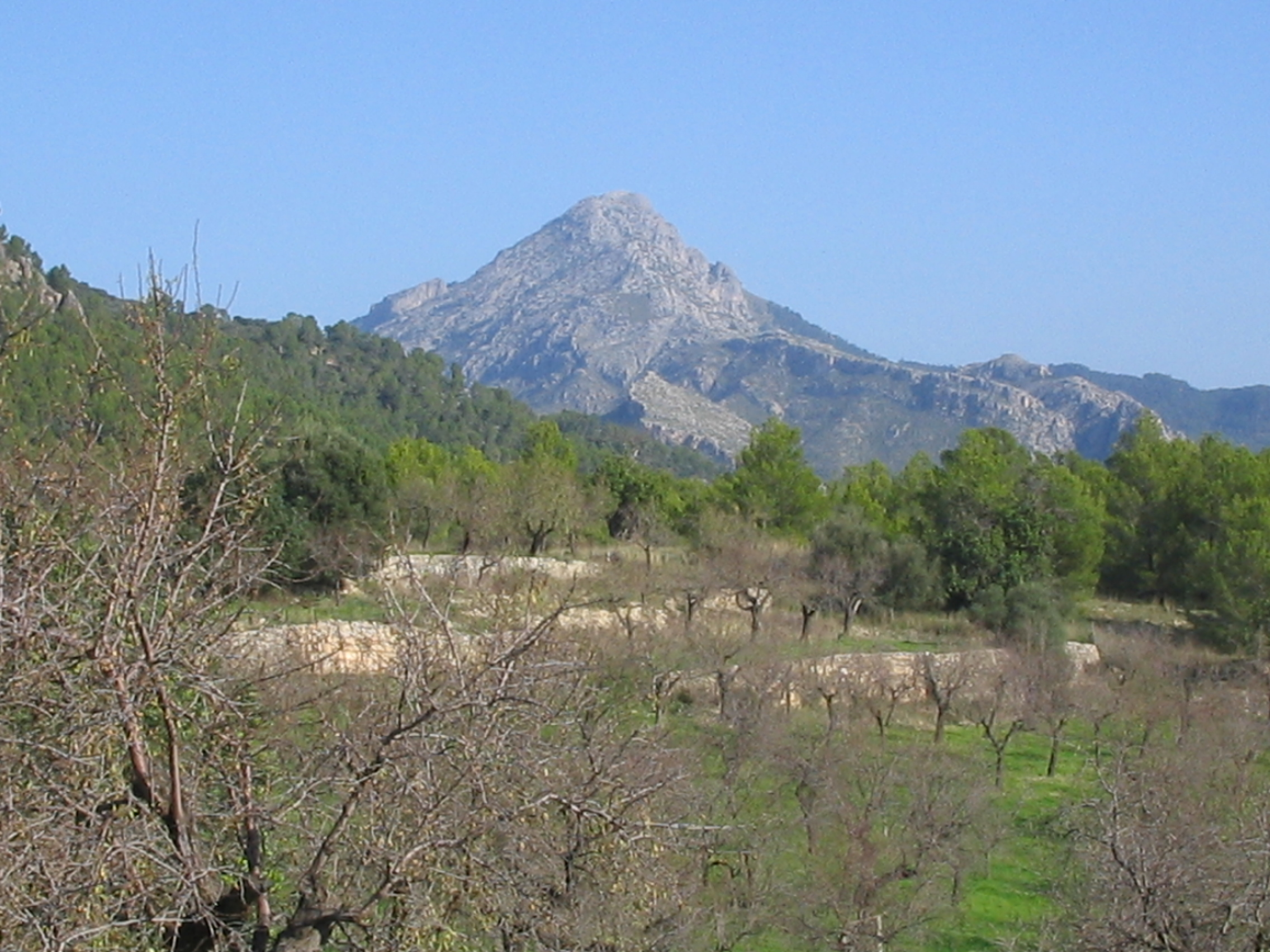
ガラッツォ山

カルビアはマヨルカ島の南西部に位置し、面積は約145km2である。マヨルカ島の北部から南西部にかけてはバレアレス諸島最大で最高標高1,445mのトラムンタナ山脈が広がっており、その南西端にあたるカルビアの市域内には最高標高503mのブルゲーサ山塊がある。14,372ヘクタールのうち、81%が自然保護区域であり、18%が開発された都市地域であり、1%が保護度の低い土地である。北側にはプッチプニェントとエステリェンクスがあり、400m級の山地を挟んで東側には州都パルマ・デ・マヨルカがあり、西側にはアンドラッチ（マヨルカ島の最西端）がある。南側は地中海である。自治体の最高地点は標高1,026mのガラッツォ山であり、926mのエスクロップ山が次いでいる。バティアト丘陵とブランカ岩山の間の丘には多くの谷や峡谷が存在する。ソル・デ・マヨルカ、エル・トロ、マガルフなどの地区は南に突き出た半島上にあり、半島の付け根のパルマノバの辺りは地峡にも似ている。この半島は湿地の存在が特徴である。海岸はアンドリチョル岬からカス・カタラ・セス・イレタスまで伸びている。長さは54kmでとても岩がちだが、34のビーチや小港が存在する。35.5kmの岩礁海岸、4.5kmの砂浜海岸からなり、沖合には10の小島がある。海岸部分は7,000ヘクタールであり、最大水深は5mである。小島はエル・セク、サ・ポッラーサ、デン・サレス、セス・イレテス、デステネドール、サ・カレータなどという名称が付けられている。生態学的にもっとも重要な地区は、海洋保護区と鳥類特別保護区に指定されているマルグラッツとエル・トロである。

## 歴史
1229年9月10日にはアラゴン王ジャウマ2世がサンタ・ポンサに上陸し、903年にマヨルカ島に到達していたイスラーム教徒を征服した。1248年以来、カルビアは単独教区のサンテ・イオアネス・カビアーノ教会を持っている。観光産業の発展や20世紀の都市化の結果、自治体内にはいくつかの中心地があり、人口はそれぞれの地区に散在している。元々内陸部にあった市街地は海岸線まで拡大し、海辺にあったいくつかの集落を吸収した。

### 地区
| 地区                             | 人口   | 座標                                                                      |
| -------------------------------- | ------ | ------------------------------------------------------------------------- |
| カルビア                         | 2,434  | 北緯39度33分50.33秒 東経2度30分16.31秒 / 北緯39.5639806度 東経2.5045306度 |
| エス・カプデージャ               | 1,012  | 北緯39度34分44.19秒 東経2度28分10.37秒 / 北緯39.5789417度 東経2.4695472度 |
| ペゲーラ                         | 3,988  | 北緯39度32分15.47秒 東経2度27分1.69秒 / 北緯39.5376306度 東経2.4504694度  |
| サンタ・ポンサ                   | 10,736 | 北緯39度31分0.56秒 東経2度28分52.30秒 / 北緯39.5168222度 東経2.4811944度  |
| ガラツソ                         | 1,598  | 北緯39度31分25.42秒 東経2度29分53.09秒 / 北緯39.5237278度 東経2.4980806度 |
| エル・トロ                       | 2,321  | 北緯39度29分20.73秒 東経2度28分51.29秒 / 北緯39.4890917度 東経2.4809139度 |
| ポルタルス・ベルス               | 32     | 北緯39度29分44.57秒 東経2度28分19.36秒 / 北緯39.4957139度 東経2.4720444度 |
| ソン・フェレール                 | 5,666  | 北緯39度29分41.24秒 東経2度30分7.24秒 / 北緯39.4947889度 東経2.5020111度  |
| ラ・ポラーサ                     | 128    | 北緯39度30分2.21秒 東経2度30分59.32秒 / 北緯39.5006139度 東経2.5164778度  |
| ソル・デ・マヨルカ               | 589    | 北緯39度28分55.10秒 東経2度31分36.50秒 / 北緯39.4819722度 東経2.5268056度 |
| マガルフ                         | 3,981  | 北緯39度30分29.97秒 東経2度32分6.33秒 / 北緯39.5083250度 東経2.5350917度  |
| パルマノバ                       | 6,906  | 北緯39度31分14.03秒 東経2度32分10.34秒 / 北緯39.5205639度 東経2.5362056度 |
| ポルタルス・ノウス               | 2,650  | 北緯39度31分59.68秒 東経2度34分12.08秒 / 北緯39.5332444度 東経2.5700222度 |
| カステル・デ・ベンディナ         | 521    | 北緯39度32分0秒 東経2度32分10.08秒 / 北緯39.53333度 東経2.5361333度       |
| カス・カタラ・セス・イジェーテス | 3,533  | 北緯39度32分27.04秒 東経2度35分36.18秒 / 北緯39.5408444度 東経2.5933833度 |
| コスタ・デ・ラ・カルマ           | 1,623  | 北緯39度31分30.79秒 東経2度28分30.12秒 / 北緯39.5252194度 東経2.4750333度 |
| コスタ・デ・ブラネス             | 2,094  | 北緯39度32分24.41秒 東経2度33分41.12秒 / 北緯39.5401139度 東経2.5614222度 |

## 人口
1960年代初頭に主にアンダルシア州などスペイン本土からやってきた人かその子孫、または外国からの移住者が住民のほとんどを占める。2008年の調査によると、カルビアの人口は50,777人であり、男性が25,548人（50.31%）、女性が25,229人（49.69%）である。バレアレス諸島全体では州都パルマ・デ・マヨルカに次いで第2位である。出生率が低下してゆっくりと平均年齢が上昇しているこの構造は、西ヨーロッパに多くみられる。
年代別の人口は以下のとおりである。
- 20歳以下 - 21%
- 20歳-39歳 - 32%
- 40歳-59歳 - 32%
- 60歳以上 - 15%

## 出身人物
- ホセ・ガルベス・エステベス – サッカー選手・指導者。
- フアン・カルロス・マルティネス - サッカー選手。
- ダニ・ニエト – サッカー選手。

## 関連書籍
- Bisson, T. N. (1988) (Catalan). Història de la Corona d'Aragó a l'Edat Mitjana. Barcelona: Ed. Crítica. ISBN 84-7423-358-5
- Celdrán Gomáriz, Pancracio (2002) (Spanish). Diccionario de topónimos españoles y sus gentilicios. Espasa Calpe. ISBN 84-670-0146-1
- Garcías, Gina; Verd, Sebastià (December 1986) (Spanish). Calvià del verde al azul (Historia, economía y sociedad). Ajuntament de Calvià. p. 203. ISBN 84-505-4704-0
- Santamaría, Álvaro (Catalan). Determinantes de la conquista de Baleares (1229–1232). Lección inaugural del curso 1972–1973.. Palma de Mallorca: Inetllibre S.L. / Universidad de Barcelona, Facultad de Filosofía y Letras, Estudio General Luliano, 1972 4º menor.. pp. 65–133 2009年10月8日閲覧。
- Xamena Fiol, Pere (1991) (Catalan). Historia De Mallorca (Third ed.). Palma de Mallorca: Editorial Moll. ISBN 84-273-0258-4 2009年9月28日閲覧。
- de Riquer i Permanyer, Borja; Carbonell i Curell, Anna (1996). openlibrary.org. ed (Catalan) (bool). Història, Política, Societat i Cultura dels Països Catalans Volum 3. La forja dels Països catalans. Segles XIII-XV (First ed.). Barcelona: Enciclopèdia Catalana. ISBN 84-412-2483-8 2009年12月4日閲覧。